# Tutt'e tre
Tutt'e tre è una novella di Luigi Pirandello pubblicata nel 1913  e dà il titolo alla settima raccolta pubblicata nel 1924 delle Novelle per un anno.

## Trama
Il barone Francesco di Paola Vivona muore improvvisamente nel giardino di Filomena, notoriamente una delle varie amanti dell'uomo; la legittima moglie, la baronessa Vittoria Vivona, accorre a vedere il marito morto, preoccupandosi che Nicolina, altra amante del barone (dal quale ha da poco avuto un bambino), non sappia nulla onde evitarle problemi durante l'allattamento.
In un lungo flashback viene infatti narrato che la baronessa si era sposata col nobiluomo solo in tarda età, dopo aver vissuto in un borgo montano di cui il padre era signore poiché proprietario di una solfara; il barone l'aveva chiesta in moglie per recuperare una parte delle sue antiche ricchezze, che aveva sperperato nelle sue abitudini da viveur. Felicissima per essere stata sottratta al suo luogo d'origine e realmente innamorata dell'uomo, Vittoria ne aveva perdonato tutte le infedeltà, comprese quella con Filomena (la proprietaria del giardino) e quella con Nicolina, la figlia del giardiniere; inoltre, poiché i baroni non avevano mai realmente giaciuto insieme, la baronessa aveva addirittura salutato il figlio nato dall'unione tra il barone e la ragazza come suo legittimo erede.
Le tre donne accorrono davanti al corpo del barone ormai morto, e nella disperazione Vittoria chiama le altre due a vivere nel palazzo baronale, perché insieme possano crescere il bambino di Francesco e Nicolina.
Tuttavia col passare del tempo Vittoria e Filomena diventano estremamente gelose, e vorrebbero allontanare Nicolina dalle cure del figlio; l'unico modo per riuscirci sarebbe che la ragazza si sposasse e ne avesse un altro col legittimo marito. In fretta e furia viene individuato come possibile sposo il notaio Nitto Trettarì, molto ricco ma non piacevole fisicamente. Nicolina acconsente suo malgrado al matrimonio, ma rifiuta di togliere l'abito da lutto in favore di quello da sposa.
Le donne si recano in processione al municipio per assistere al matrimonio, ma qui Filomena vede un ritratto del barone, che in passato aveva rivestito la carica di sindaco, campeggiare tra quelli degli altri amministratori, proprio dietro la scrivania dell'addetto allo stato civile. La baronessa scoppia in un pianto disperato seguita a ruota dalle altre due, interrompendo la cerimonia e costringendo ad attendere la fine dei lamenti per procedere alla firma del contratto nuziale.

## Edizioni
- Luigi Pirandello, Novelle per un anno, Prefazione di Corrado Alvaro, Mondadori 1956-1987, 2 volumi. 0001690-7
- Luigi Pirandello, Novelle per un anno, a cura di Mario Costanzo, Prefazione di Giovanni Macchia, I Meridiani, 2 volumi, Arnoldo Mondadori, Milano 1987 EAN: 9788804211921
- Luigi Pirandello, Tutte le novelle, a cura di Lucio Lugnani, Classici Moderni BUR, Milano 2007, 3 volumi.
- Luigi Pirandello, Novelle per un anno, a cura di S. Campailla, Newton Compton, Grandi tascabili economici.I mammut, Roma 2011 Isbn 9788854136601
- Luigi Pirandello, Novelle per un anno, a cura di Pietro Gibellini, Giunti, Firenze 1994, voll. 3.